# Masatoshi Koshiba
Masatoshi Koshiba (小柴 昌俊 Koshiba Masatoshi, født 19. september 1926, død 12. november 2020) var en japansk fysiker, der er kendt som en af grundlæggerne af neutrinoastronomi. Han modtog en delt nobelpris i fysik for dette arbejde i 2002.
Han var ansat på International Center for Elementary Particle Physics (ICEPP) og Emeritus Professor på Tokyo Universitet.